# Dado (comico)
Dado, pseudonimo di Gabriele Pellegrini (Roma, 31 ottobre 1973), è un comico, cabarettista e cantante italiano. Da anni ormai si dedica al teatro canzone .

## Carriera
Intorno agli anni novanta raggiunge la notorietà nazionale con la trasmissione Maurizio Costanzo Show. Di seguito lavora con il suo gruppo musicale Dado e le Pastine in Brothers partecipando a programmi come Seven Show, Zelig, I raccomandati, Top of the Pops, I migliori anni e Made in Sud.
Nel 1995 pubblica l'album Vorrei. Con il gruppo si è esibito al Roma estate Foro Italico nel 1999 con La canzone più lunga al mondo con la durata di 25 ore e un minuto entrando nel guinness dei primati (record successivamente superato dai Folkabbestia).
Nel 2000 ha partecipato a Zelig - Facciamo cabaret e ha vinto il Premio Massimo Troisi.
Nel 2005 comincia la sua tournée con lo spettacolo Suono, canto recito e ballicchio nel quale canta pezzi originali e altre canzoni che sono delle mini-cover di grandi successi.
Nel 2006 partecipa a Sanremo contro Sanremo.
Il 21 marzo 2006 esce il suo primo CD con le sue brevi canzoni 3/4 della palazzina tua e Canzoni Cihuahua.
Nel 2008 porta in scena lo spettacolo Onesto ma non troppo dichiarando di aver scelto il teatro canzone come suo punto di riferimento.
Nel 2014 partecipa al programma comico Made in Sud su Rai Due.
Dal 2015 inizia la collaborazione con Servizio Pubblico di Michele Santoro su LA7, in qualità di comico satirico. La collaborazione si estende anche sul web, con appuntamenti sul sito internet di Servizio Pubblico. Nel 2015, a Imola, si esibisce sul palco della convention annuale del Movimento 5 Stelle di Beppe Grillo.
Sempre nello stesso anno prende vita il suo progetto Canta la notizia su YouTube, in collaborazione con l'autore televisivo Emiliano Luccisano, che consiste nella messa in musica di alcune notizie di attualità in un'ottica molto vicina a quella del partito di Beppe Grillo. Il 28 agosto 2015 riceve minacce dal clan romano dei Casamonica a causa di una sua parodia sul funerale del capo clan, Vittorio.

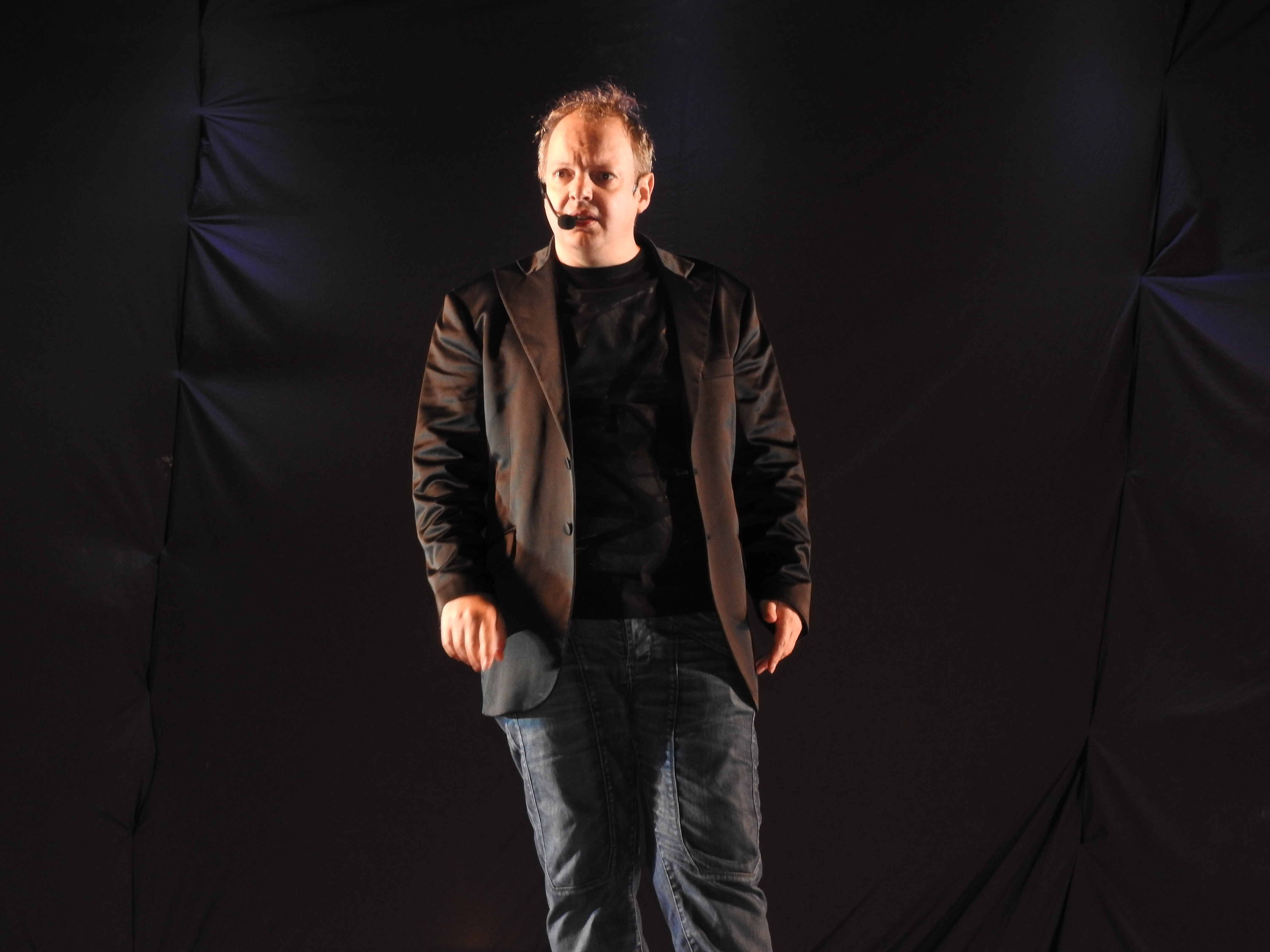
Dado a Campora San Giovanni il 16 agosto 2016

Nel marzo e aprile 2016 porta in scena lo spettacolo Menestrello mentre strillo dove oltre ai suoi sketch comici presenta sul palco tramite un proiettore anche alcuni suoi video del progetto Canta la notizia presenti su YouTube. A giugno dello stesso anno interviene su Canale 5 allo speciale TG5 sui ballottaggi.
Dal 2017 partecipa a Colorado.
Il 13 aprile 2019 viene aggredito dall'ex fidanzato della figlia.
Nel 2021, nel 2022 e nel 2025 ritorna a Zelig; nel frattempo nel 2023 prende parte a Only Fun sul Nove.
Il 9 marzo 2024 è entrato nella casa del Grande Fratello dove ha tenuto un piccolo spettacolo di intrattenimento per gli inquilini.

## Discografia
- Vorrei (1995)
- 3/4 della palazzina tua (2006)

## Filmografia
- Tutti all'attacco, regia di Lorenzo Vignolo (2005)
- Nemici, regia di Milo Vallone (2020)

## Commedie musicali
- La vita è fatta a scale, c'è chi le stona e chi le sale (1994)
- Canzoni cantate in cantina e cantina cantata in canzoni (1995)
- Dormire supino farà bene a te, ma fa male a Pino (1996)
- Bianca 9 per 7 nani = 63 nani (2000)
- Suono canto recito e ballicchio (2005)
- 3/4 della palazzina tour (2006)
- Frankenstein humor (2007)
- Onesto ma non troppo (2008)
- Appeso ad un file (2009)
- Il signor D (2010)
- Dado in 3D (2012)
- SOS DADO (2013)
- Le bugie con la "C" maiuscola (2014)
- La società dei magna magna (2015)
- Menestrello mentre strillo (2016)
- Obladì oblaDADO (2017)
- L'impertinente (2018)
- Il superficiale (2019)